# Thesmophora
Thesmophora é um género botânico pertencente à família Stilbaceae.

## Espécie
Thesmophora scopulosa

## Nome e referências
Thesmophora J.P.Rourke